# Cymindis chalcea
Cymindis chalcea es una especie de coleóptero de la familia Carabidae.

## Distribución geográfica
Habita en Guatemala.